# Skiinternat Oberstdorf
Das Skiinternat Oberstdorf liegt in Oberstdorf am Fuße der Allgäuer Alpen. 1980 war es zunächst Internat des Bundesleistungszentrums für Eiskunstlauf, öffnete sich später auch für Wintersportarten wie Ski Alpin, Skisprung, Nordische Kombination und Skilanglauf.

## Geschichte
Eine angespannte Finanzsituation und eine drohende Schließung führten unter der Federführung des Deutschen Skiverbandes zusammen mit dem Markt Oberstdorf, dem Bayerischen sowie dem Schwäbischen Skiverband Ende 2007 zur Gründung der „Skiinternat Oberstdorf GmbH“, unter deren Regie das Internat heute steht. Das Engagement von Bundesfachverband, Landesskiverbänden und Kommune in Form einer Betreiber-GmbH, um den Erhalt eines Internates für den Leistungssport sicherzustellen, ist einzigartig in Deutschland.
Derzeit (Stand 16. August 2017) sind 36 Sportler dauerhaft untergebracht.
Ziel des Skiinternates Oberstdorf ist es, Schule und Leistungssport optimal miteinander zu verbinden.
Am 28. Dezember 2008 wurde dem Verbundsystem von Schule und Leistungssport in Oberstdorf das Prädikat „Eliteschule des Sports“ durch den Deutschen Olympischen Sportbund (DOSB) verliehen. Die zentrale Anlaufstelle hierbei bildet die Skiinternat Oberstdorf GmbH, die neben der Unterbringung und Verpflegung auch als Bindeglied von Schule und Leistungssport fungiert.

## Bekannte Athleten des Skiinternates Oberstdorf
- Skisprung: Katharina Althaus, Pius Paschke, Karl Geiger
- Nordische Kombination: Johannes Rydzek, Vinzenz Geiger
- Ski Alpin: Andreas Sander, Stefan Luitz, Jessica Hilzinger
- Langlauf: Hanna Kolb, Florian Notz, Laura Gimmler, Friedrich Moch

## Schulische Betreuung
Durch die Zusammenarbeit mit den Partnerschulen des Wintersports wird den Sportlern eine individuelle schulische Ausbildung ermöglicht. Durch die Nähe der Schuleinrichtungen und die Infrastruktur des örtlichen Verkehrsnetzes ist die Anfahrt zu den Schulen sehr gering. Die Kooperationsschulen des Skiinternates sind:
- das Gertrud-von-le-Fort-Gymnasium Oberstdorf bietet die Ausbildungsrichtung des naturwissenschaftlich-technologischen und des sprachlichen Gymnasiums an
- die Staatliche Realschule Sonthofen mit den drei Hauptzweigen mathematisch-naturwissenschaftlich, wirtschaftskundlich-kaufmännisch und musisch, sozial, handwerklich
- die Mittelschule Oberstdorf mit Mittlere-Reife-Zug, der den Eintritt in die FOS und damit ein Fachabitur ermöglicht
- die Mittelschule Sonthofen mit Mittlere-Reife-Zug, der den Eintritt in die FOS und damit ein Fachabitur ermöglicht
- die Staatliche Fachoberschule Sonthofen mit den Schulzweigen Wirtschaftswesen, Sozialwesen und Technik
- die Private Handelsschule Merkur Immenstadt mit einem mittleren Bildungsabschluss, der ebenfalls den Eintritt in die FOS und damit ein Fachabitur ermöglicht
- die Staatliche Berufsschule Immenstadt derzeit im Bereich Bau- und Holzabteilung

## Sportliche Betreuung
Am Bundesstützpunkt Oberstdorf sorgen 36 hauptamtliche Trainer in den Disziplinen Ski Alpin, Nordische Kombination, Langlauf, Skisprung und Snowboardcross für eine Betreuung der Athleten. Ihnen stehen verschiedene Trainingsanlagen der Region zur Verfügung:
- das Skisprungstadion Schattenbergschanze in der WM-Skisprung Arena Oberstdorf mit Schanzen von HS 20m bis HS 137m. Hier wird auch die Vierschanzentournee eröffnet
- die Heini-Klopfer-Skiflugschanze Oberstdorf, HS 225m
- das Langlaufstadion im Ried mit den Loipen der Nordischen Skiweltmeisterschaft 2005
- die Rollskibahn Ried mit einer Länge von 6,8 km, Trainingsgelände für Inline-Skates, Nordic Blades oder Skiroller
- das Alpine Trainingszentrum am Oberjoch (ATA) des Allgäuer Skiverbandes mit Beschneiungsanlage und Flutlicht
- die Snowboardstrecke am Grasgehren mit Beschneiungsanlage
- die „Kraftalp“, dem Kraftraum des OSP Bayern am Bundesstützpunkt